# 克劳迪奥·纪廉
克劳迪奥·纪廉（西班牙語：Claudio Guillén，1924年9月2日—2007年1月27日）是西班牙文学评论家，比较文学专家，西班牙皇家语言学院院士。

## 生平
1924年出生于巴黎。父亲是西班牙著名诗人豪尔赫·纪廉。母亲是犹太裔法国人。幼年时期，整个家庭每年往返于法国和西班牙。1936年，西班牙内战爆发，他被送往巴黎的外祖母家避难。1938年，父亲赴加拿大蒙特利尔麦吉尔大学任教。1939年5月，一家人也搬到了这里。1940年，他们又搬到美国维斯理，父亲在维斯理学院任教，直到1957年退休。在这段时间，克劳迪奥·纪廉在蒙特利尔和纽约市的法语学校读过书，1941年高中毕业，两年后从威廉姆斯学院毕业，之后进入哈佛大学就读比较文学，师从哈里·莱文和雷纳多·波吉奥利。1953年获得比较文学博士学位，博士论文是对流浪汉小说的比较研究。
在毕业后，他先后在普林斯顿大学、聖地牙哥加利福尼亞大學（1965年至1976年）和哈佛大学（1978年至1985年）担任比较文学教授。1980年后，他又回到了西班牙，先后成为巴塞罗那自治大学教授和庞培法布拉大学荣誉教授。他曾于1982年在香港和上海等地参加学术报告会议。
2002年3月21日当选西班牙皇家语言学院院士。2007年1月27日晚在马德里家中逝世，享年82岁。

## 评价
许多西班牙政府高官和文坛人士出席了1月29日的葬礼。西班牙前文化部长卡门·卡尔沃女士说，纪廉的逝世“对于西班牙文化、本国知识界和文化界都是无可弥补的损失”。

## 著作
- Claudio Guillén. . Princeton University Press. 1971. ISBN 9780691060743 （英语）.
- Claudio Guillén.  [被流放者的太阳]. Quaderns Crema. 1995. ISBN 9788477690917 （西班牙语）.
- Claudio Guillén.  [第一个黄金世纪]. Crítica. 1988. ISBN 9788474233377 （西班牙语）.
- Claudio Guillén.  [在一个与另一个之间：比较文学导论]. Editorial Crítica. 1985  [2019-03-07]. ISBN 9788474232547. （原始内容存档于2019-06-29） （西班牙语）.